# Система Кронквіста
Система Кронквіста (англ. Cronquist system) — таксономічна система класифікації квіткових рослин, розроблена американським ботаніком Артуром Кронквістом (1919—1992) у його двох наукових працях «Єдина система класифікації квіткових рослин» (англ. "An Integrated System of Classification of Flowering Plants", 1981) та «Еволюція і класифікація квіткових рослин» (англ. "The Evolution and Classification of Flowering Plants" , перше видання — 1968, друге — 1988).
Система Кронквіста помістила всі квіткові рослини в два основні класи: однодольні та дводольні. Порядки були згруповані у підкласи.
Ця система досі використовується в світі, як в первинному вигляді, так і адаптованому. Однак багато ботаніків стали посилатися на пізніші систему класифікації Angiosperm Phylogeny Group і її подальші версії APG II — APG IV.
У книзі «Єдина система класифікації квіткових рослин» 1981 року перераховано 321 родину рослин, розділену на 64 порядки:

## КласДводольні(Magnoliopsida)

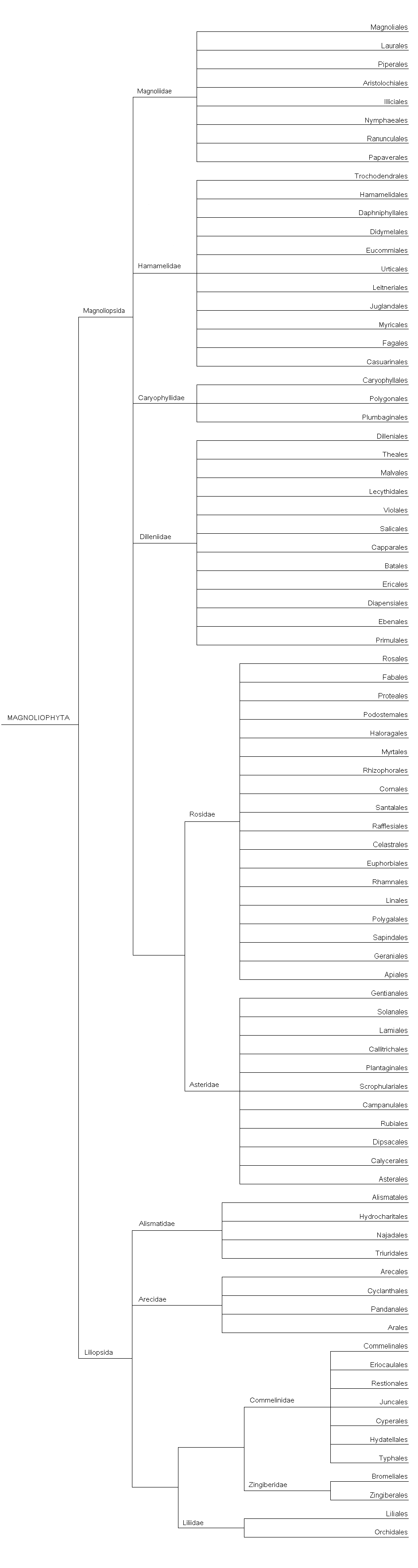
Дерево порядків квіткових рослин, побудоване відповідно до системи Кронквіста

### ПідкласMagnoliidae
- Порядок Магнолієцвіті (Magnoliales)
  - Вінтерові (Winteraceae)
  - Дегенерієві (Degeneriaceae)
  - Гімантандрові (Himantandraceae)
  - Евпоматієві (Eupomatiaceae)
  - Австробейлієві (Austrobaileyaceae)
  - Магнолієві (Magnoliaceae)
  - Лакторисові (Lactoridaceae)
  - Аннонові (Annonaceae)
  - Мускатникові (Myristicaceae)
  - Канеллові (Canellaceae)
- Порядок Лавроцвіті (Laurales)
  - Амбореллові (Amborellaceae)
  - Трименієві (Trimeniaceae)
  - Монімієві (Monimiaceae)
  - Гомортегові (Gomortegaceae)
  - Калікантові (Calycanthaceae)
  - Ідіоспермові (Idiospermaceae)
  - Лаврові (Lauraceae)
  - Ернандієві (Hernandiaceae)
- Порядок Перцевоцвіті (Piperales)
  - Хлорантові (Chloranthaceae)
  - Саврурові (Saururaceae)
  - Перцеві (Piperaceae)
- Порядок Хвилівникоцвіті (Aristolochiales)
  - Хвилівникові (Aristolochiaceae)
- Порядок Бадьяноцвіті (Illiciales)
  - Бадьянові (Illiciaceae)
  - Лимонникові (Schisandraceae)
- Порядок Лататтєцвіті (Nymphaeales)
  - Лотосові (Nelumbonaceae)
  - Лататтєві (Nymphaeaceae)
  - Барклаєві (Barclayaceae)
  - Кабомбові (Cabombaceae)
  - Куширові (Ceratophyllaceae)
- Порядок Жовтецевоцвіті (Ranunculales)
  - Жовтецеві (Ranunculaceae)
  - Цирцеайстрові (Circaeasteraceae)
  - Барбарисові (Berberidaceae)
  - Сарджентодоксові (Sargentodoxaceae)
  - Лардізабалові (Lardizabalaceae)
  - Menispermaceae
  - Коріарієві (Coriariaceae)
  - Сабієві (Sabiaceae)
- Порядок Макоцвіті (Papaverales)
  - Макові (Papaveraceae)
  - Руткові (Fumariaceae)

### ПідкласHamamelididae
- Порядок Троходендроцвіті (Trochodendrales)
  - Тетрацентрові (Tetracentraceae)
  - Троходендрові (Trochodendraceae)
- Порядок Гамамелісоцвіті (Hamamelidales)
  - Багрянникові (Cercidiphyllaceae)
  - Евптелейні (Eupteleaceae)
  - Платанові (Platanaceae)
  - Чарівногоріхові (Hamamelidaceae)
  - Міротамнові (Myrothamnaceae)
- Порядок Daphniphyllales
  - Daphniphyllaceae
- Порядок Дідимелесоцвіті (Didymelales)
  - Дідимелесові (Didymelaceae)
- Порядок Евкоммієцвіті (Eucommiales)
  - Евкоммієві (Eucommiaceae)
- Порядок Кропивоцвіті (Urticales)
  - Барбеєві (Barbeyaceae)
  - В'язові (Ulmaceae)
  - Коноплеві (Cannabaceae)
  - Шовковицеві (Moraceae)
  - Цекропієві (Cecropiaceae)
  - Кропивові (Urticaceae)
  - Фізенові (Physenaceae)
- Порядок Лейтнерієцвіті (Leitneriales)
  - Лейтнерієві (Leitneriaceae)
- Порядок Горіхоцвіті (Juglandales)
  - Роїптелейні (Rhoipteleaceae)
  - Горіхові (Juglandaceae)
- Порядок Мірикоцвіті (Myricales)
  - Мірикові (Myricaceae)
- Порядок Букоцвіті (Fagales)
  - Баланопові (Balanopaceae)
  - Тикодендрові (Ticodendraceae)
  - Букові (Fagaceae)
  - Нотофагові (Nothofagaceae)
  - Березові (Betulaceae)
- Порядок Казуариноцвіті (Casuarinales)
  - Казуаринові (Casuarinaceae)

### ПідкласCaryophyllidae
- Порядок Гвоздикоцвіті (Caryophyllales)
  - Багринові (Phytolaccaceae)
  - Ахатокарпові (Achatocarpaceae)
  - Ніктагінові (Nyctaginaceae)
  - Аїзові (Aizoaceae)
  - Дідієреєві (Didiereaceae)
  - Кактусові (Cactaceae)
  - Лободові (Chenopodiaceae)
  - Амарантові (Amaranthaceae)
  - Портулакові (Portulacaceae)
  - Базеллові (Basellaceae)
  - Моллюгінові (Molluginaceae)
  - Гвоздикові (Caryophyllaceae)
- Порядок Гречкоцвіті (Polygonales)
  - Гречкові (Polygonaceae)
- Порядок Кермекоцвіті (Plumbaginales)
  - Кермекові (Plumbaginaceae)

### ПідкласDilleniidae
- Порядок Диленієцвіті (Dilleniales)
  - Диленієві (Dilleniaceae)
  - Півонієві (Paeoniaceae)
- Порядок Чайноцвіті (Theales)
  - Охнові (Ochnaceae)
  - Сферосепалові (Sphaerosepalaceae)
  - Сарколенові (Sarcolaenaceae)
  - Диптерокарпові (Dipterocarpaceae)
  - Каріокарові (Caryocaraceae)
  - Чайні (Theaceae)
  - Актинідієві (Actinidiaceae)
  - Сцитопеталові (Scytopetalaceae)
  - Пентафілаксові (Pentaphylacaceae)
  - Тетрамеристові (Tetrameristaceae)
  - Пелліцієрові (Pellicieraceae)
  - Онкотекові (Oncothecaceae)
  - Маркгравієві (Marcgraviaceae)
  - Куїнові (Quiinaceae)
  - Руслицеві (Elatinaceae)
  - Паракрифієві (Paracryphiaceae)
  - Медузагінові (Medusagynaceae)
  - Клузієві (Clusiaceae)
- Порядок Мальвоцвіті (Malvales)
  - Елеокарпові (Elaeocarpaceae)
  - Липові (Tiliaceae)
  - Стеркулієві (Sterculiaceae)
  - Бомбаксові (Bombacaceae)
  - Мальвові (Malvaceae)
- Порядок Лецитисоцвіті (Lecythidales)
  - Лецитисові (Lecythidaceae)
- Порядок Непентоцвіті (Nepenthales)
  - Сарраценієві (Sarraceniaceae)
  - Непентесові (Nepenthaceae)
  - Росичкові (Droseraceae)
- Порядок Фіалкоцвіті (Violales)
  - Флакуртієві (Flacourtiaceae)
  - Перідискові (Peridiscaceae)
  - Біксові (Bixaceae)
  - Ладанникові (Cistaceae)
  - Гуові (Huaceae)
  - Лакістемові (Lacistemataceae)
  - Сцифостегієві (Scyphostegiaceae)
  - Стахіурові (Stachyuraceae)
  - Фіалкові (Violaceae)
  - Тамариксові (Tamaricaceae)
  - Франкенієві (Frankeniaceae)
  - Діонкофіллові (Dioncophyllaceae)
  - Анцистрокладові (Ancistrocladaceae)
  - Тернерові (Turneraceae)
  - Мальзербієві (Malesherbiaceae)
  - Пасифлорові (Passifloraceae)
  - Ахарієві (Achariaceae)
  - Папаєві (Caricaceae)
  - Фук'єрієві (Fouquieriaceae)
  - Гоплестигмові (Hoplestigmataceae)
  - Гарбузові (Cucurbitaceae)
  - Датискові (Datiscaceae)
  - Бегонієві (Begoniaceae)
  - Лоазові (Loasaceae)
- Порядок Вербоцвіті (Salicales)
  - Вербові (Salicaceae)
- Порядок Каперсоцвіті (Capparales)
  - Товарієві (Tovariaceae)
  - Каперсові (Capparaceae)
  - Капустяні (Brassicaceae)
  - Морингові (Moringaceae)
  - Резедові (Resedaceae)
- Порядок Батоцвіті (Batales)
  - Гіростемові (Gyrostemonaceae)
  - Батові (Bataceae)
- Порядок Вересоцвіті (Ericales)
  - Циріллові (Cyrillaceae)
  - Клетрові (Clethraceae)
  - Груббієві (Grubbiaceae)
  - Водяникові (Empetraceae)
  - Епакрисові (Epacridaceae)
  - Вересові (Ericaceae)
  - Грушанкові (Pyrolaceae)
  - Вертляницеві (Monotropaceae)
- Порядок Діапенсієцвіті (Diapensiales)
  - Діапенсієві (Diapensiaceae)
- Порядок Ебеноцвіті (Ebenales)
  - Сапотові (Sapotaceae)
  - Ебенові (Ebenaceae)
  - Стираксові (Styracaceae)
  - Ліссокарпові (Lissocarpaceae)
  - Симплокові (Symplocaceae)
- Порядок Примулоцвіті (Primulales)
  - Теофрастові (Theophrastaceae)
  - Мирсінові (Myrsinaceae)
  - Первоцвітові (Primulaceae)

### ПідкласRosidae
- Порядок Розоцвіті (Rosales)
  - Брунеллієві (Brunelliaceae)
  - Коннарові (Connaraceae)
  - Еукрифієві (Eucryphiaceae)
  - Кунонієві (Cunoniaceae)
  - Давидсонієві (Davidsoniaceae)
  - Діаліпеталантові (Dialypetalanthaceae)
  - Піттоспорові (Pittosporaceae)
  - Біблісові (Byblidaceae)
  - Гортензієві (Hydrangeaceae)
  - Колумеллієві (Columelliaceae)
  - Аґрусові (Grossulariaceae)
  - Греєві (Greyiaceae)
  - Брунієві (Bruniaceae)
  - Анізофілеєві (Anisophylleaceae)
  - Альсевосмієві (Alseuosmiaceae)
  - Товстолисті (Crassulaceae)
  - Цефалотові (Cephalotaceae)
  - Ломикаменеві (Saxifragaceae)
  - Розові (Rosaceae)
  - Неурадові (Neuradaceae)
  - Кроссосомові (Crossosomataceae)
  - Хризобаланові (Chrysobalanaceae)
  - Суріанові (Surianaceae)
  - Рабдодендрові (Rhabdodendraceae)
- Порядок Бобовоцвіті (Fabales)
  - Мимозові (Mimosaceae)
  - Цезальпінієві (Caesalpiniaceae)
  - Бобові (Fabaceae)
- Порядок Протеєцвіті (Proteales)
  - Лохові (Elaeagnaceae)
  - Протейні (Proteaceae)
- Порядок Подостемоноцвіті (Podostemales)
  - Подостемонові (Podostemaceae)
- Порядок Столисникоцвіті (Haloragales)
  - Столисникові (Haloragaceae)
  - Гуннерові (Gunneraceae)
- Порядок Миртоцвіті (Myrtales)
  - Соннератієві (Sonneratiaceae)
  - Плакунові (Lythraceae)
  - Rhynchocalycaceae
  - Альзатеєві (Alzateaceae)
  - Пенеєві (Penaeaceae)
  - Криптеронієві (Crypteroniaceae)
  - Тимелеєві (Thymelaeaceae)
  - Рогульникові (Trapaceae)
  - Миртові (Myrtaceae)
  - Гранатові (Punicaceae)
  - Кипрейні (Onagraceae)
  - Олинієві (Oliniaceae)
  - Меластомові (Melastomataceae)
  - Комбретові (Combretaceae)
- Порядок Мангрові (Rhizophorales)
  - Ризофорові (Rhizophoraceae)
- Порядок Дереноцвіті (Cornales)
  - Алангієві (Alangiaceae)
  - Ніссові (Nyssaceae)
  - Деренові (Cornaceae)
  - Гаррієві (Garryaceae)
- Порядок Санталоцвіті (Santalales)
  - Медузандрові (Medusandraceae)
  - Дипетодонтові (Dipentodontaceae)
  - Олаксові (Olacaceae)
  - Опілієві (Opiliaceae)
  - Санталові (Santalaceae)
  - Мізодендрові (Misodendraceae)
  - Лорантові (Loranthaceae)
  - Омелові (Viscaceae)
  - Еремолепісові (Eremolepidaceae)
  - Баланофорові (Balanophoraceae)
- Порядок Раффлезієцвіті (Rafflesiales)
  - Гіднорові (Hydnoraceae)
  - Мітрастемонові (Mitrastemonaceae)
  - Раффлезієві (Rafflesiaceae)
- Порядок Бруслиноцвіті (Celastrales)
  - Гейссоломові (Geissolomataceae)
  - Бруслинові (Celastraceae)
  - Hippocrateaceae
  - Стакгузієві (Stackhousiaceae)
  - Сальвадорові (Salvadoraceae)
  - Tepuianthaceae
  - Падубові (Aquifoliaceae)
  - Ікацинові (Icacinaceae)
  - Аекстоксіконові (Aextoxicaceae)
  - Кардіоптерисові (Cardiopteridaceae)
  - Коринокарпові (Corynocarpaceae)
  - Дихапеталові (Dichapetalaceae)
- Порядок Молочайноцвіті (Euphorbiales)
  - Самшитові (Buxaceae)
  - Сіммондсієві (Simmondsiaceae)
  - Пандуві (Pandaceae)
  - Молочайні (Euphorbiaceae)
- Порядок Жостероцвіті (Rhamnales)
  - Жостерові (Rhamnaceae)
  - Леєві (Leeaceae)
  - Виноградові (Vitaceae)
- Порядок Льоноцвіті (Linales)
  - Кокаїнові (Erythroxylaceae)
  - Гумірієві (Humiriaceae)
  - Ixonanthaceae
  - Hugoniaceae
  - Льонові (Linaceae)
- Порядок Китяткоцвіті (Polygalales)
  - Мальпігієві (Malpighiaceae)
  - Вошизієві (Vochysiaceae)
  - Тригонієві (Trigoniaceae)
  - Тремандрові (Tremandraceae)
  - Китяткові (Polygalaceae)
  - Xanthophyllaceae
  - Крамерієві (Krameriaceae)
- Порядок Сапіндоцвіті (Sapindales)
  - Клокичкові (Staphyleaceae)
  - Медовикові (Melianthaceae)
  - Бретшнейдерові (Bretschneideraceae)
  - Аканієві (Akaniaceae)
  - Сапіндові (Sapindaceae)
  - Кінськокаштанові (Hippocastanaceae)
  - Кленові (Aceraceae)
  - Бурзерові (Burseraceae)
  - Анакардієві (Anacardiaceae)
  - Юліанієві (Julianiaceae)
  - Сімарубові (Simaroubaceae)
  - Кнеорові (Cneoraceae)
  - Мелієві (Meliaceae)
  - Рутові (Rutaceae)
  - Парнолистові (Zygophyllaceae)
- Порядок Геранієцвіті (Geraniales)
  - Квасеницеві (Oxalidaceae)
  - Геранієві (Geraniaceae)
  - Лімнантові (Limnanthaceae)
  - Настурцієві (Tropaeolaceae)
  - Бальзамінові (Balsaminaceae)
- Порядок Аралієцвіті (Apiales)
  - Аралієві (Araliaceae)
  - Окружкові (Apiaceae)

### ПідкласAsteridae
- Порядок Тирличецвіті (Gentianales)
  - Логанієві (Loganiaceae)
  - Тирличеві (Gentianaceae)
  - Saccifoliaceae
  - Барвінкові (Apocynaceae)
  - Ластівневі (Asclepiadaceae)
- Порядок Пасльоноцвіті (Solanales)
  - Дюкеодендрові (Duckeodendraceae)
  - Ноланові (Nolanaceae)
  - Пасльонові (Solanaceae)
  - Берізкові (Convolvulaceae)
  - Берізкові (Cuscutaceae)
  - Ретцієві (Retziaceae)
  - Бобівникові (Menyanthaceae)
  - Синюхові (Polemoniaceae)
  - Водолистникові (Hydrophyllaceae)
- Порядок Губоцвіті (Lamiales)
  - Ленноові (Lennoaceae)
  - Шорстколисті (Boraginaceae)
  - Вербенові (Verbenaceae)
  - Глухокропивові (Lamiaceae)
- Порядок Болотникоцвіті (Callitrichales)
  - Хвостникові (Hippuridaceae)
  - Болотникові (Callitrichaceae)
  - Гідростахієві (Hydrostachyaceae)
- Порядок Подорожникоцвіті (Plantaginales)
  - Подорожникові (Plantaginaceae)
- Порядок Ранникоцвіті (Scrophulariales)
  - Буддлеєві (Buddlejaceae)
  - Маслинові (Oleaceae)
  - Ранникові (Scrophulariaceae)
  - Глобулярієві (Globulariaceae)
  - Міопорові (Myoporaceae)
  - Вовчкові (Orobanchaceae)
  - Геснерієві (Gesneriaceae)
  - Акантові (Acanthaceae)
  - Кунжутові (Pedaliaceae)
  - Біньйонієві (Bignoniaceae)
  - Mendonciaceae
  - Пухирникові (Lentibulariaceae)
- Порядок Дзвоникоцвіті (Campanulales)
  - Пентафрагмові (Pentaphragmataceae)
  - Sphenocleaceae
  - Дзвоникові (Campanulaceae)
  - Стилідієві (Stylidiaceae)
  - Донатієві (Donatiaceae)
  - Брунонієві (Brunoniaceae)
  - Гуденієві (Goodeniaceae)
- Порядок Мареноцвіті (Rubiales)
  - Маренові (Rubiaceae)
  - Телігонові (Theligonaceae)
- Порядок Черсакоцвіті (Dipsacales)
  - Жимолостеві (Caprifoliaceae)
  - Пижмівкові (Adoxaceae)
  - Валеріанові (Valerianaceae)
  - Черсакові (Dipsacaceae)
- Порядок Каліцероцвіті (Calycerales)
  - Каліцерові (Calyceraceae)
- Порядок Айстроцвіті (Asterales)
  - Айстрові (Asteraceae)

## КласОднодольні(Liliopsida)

### ПідкласAlismatidae
- Порядок Частухоцвіті (Alismatales)
  - Сусакові (Butomaceae)
  - Лімнохарісові (Limnocharitaceae)
  - Частухові (Alismataceae)
- Порядок Водокрасоцвіті (Hydrocharitales)
  - Водокрасові (Hydrocharitaceae)
- Порядок Наядоцвіті (Najadales)
  - Апоногетонові (Aponogetonaceae)
  - Шейхцерієві  (Scheuchzeriaceae)
  - Тризубцеві (Juncaginaceae)
  - Рдесникові (Potamogetonaceae)
  - Рупієві (Ruppiaceae)
  - Наядові (Najadaceae)
  - Дзаннікеллієві (Zannichelliaceae)
  - Посідонієві (Posidoniaceae)
  - Цімодоцеєві (Cymodoceaceae)
  - Камкові (Zosteraceae)
- Порядок Триурісоцвіті (Triuridales)
  - Петросавієві (Petrosaviaceae)
  - Триурісові (Triuridaceae)

### ПідкласArecidae
- Порядок Пальмоцвіті (Arecales)
  - Пальмові (Arecaceae)
- Порядок Циклантоцвіті (Cyclanthales)
  - Циклантові (Cyclanthaceae)
- Порядок Панданоцвіті (Pandanales)
  - Панданові (Pandanaceae)
- Порядок Аїроцвіті (Arales)
  - Аїрові  (Acoraceae)
  - Ароїдні (Araceae)
  - Ряскові (Lemnaceae)

### ПідкласCommelinidae
- Порядок Комеліноцвіті (Commelinales)
  - Рапатеєві (Rapateaceae)
  - Ксирісові (Xyridaceae)
  - Майякові (Mayacaceae)
  - Комелінові (Commelinaceae)
- Порядок Еріокаулонові (Eriocaulales)
  - Шерстестебельникові (Eriocaulaceae)
- Порядок Рестієцвіті (Restionales)
  - Флагелларієві (Flagellariaceae)
  - Жуанвілеєві (Joinvilleaceae)
  - Рестієві (Restionaceae)
  - Центролепісові (Centrolepidaceae)
- Порядок Ситникоцвіті (Juncales)
  - Ситникові (Juncaceae)
  - Турнієві (Thurniaceae)
- Порядок Осокоцвіті (Cyperales)
  - Осокові (Cyperaceae)
  - Злакові (Poaceae)
- Порядок Гідателлоцвіті (Hydatellales)
  - Гідателлові (Hydatellaceae)
- Порядок Рогозоцвіті (Typhales)
  - Їжакоголові (Sparganiaceae)
  - Рогозові (Typhaceae)

### ПідкласZingiberidae
- Порядок Бромелієцвіті (Bromeliales)
  - Бромелієві (Bromeliaceae)
- Порядок Імбироцвіті (Zingiberales)
  - Стрелітцієві (Strelitziaceae)
  - Геліконієві (Heliconiaceae)
  - Бананові (Musaceae)
  - Ловієві (Lowiaceae)
  - Імбирні (Zingiberaceae)
  - Костусові (Costaceae)
  - Каннові (Cannaceae)
  - Марантові (Marantaceae)

### ПідкласLiliidae
- Порядок Лілієцвіті (Liliales)
  - Філідрові (Philydraceae)
  - Понтедерієві (Pontederiaceae)
  - Гемодорові (Haemodoraceae)
  - Ціанастрові (Cyanastraceae)
  - Лілійні (Liliaceae)
  - Півникові (Iridaceae)
  - Веллозієві (Velloziaceae)
  - Алоєві (Aloeaceae)
  - Агавові (Agavaceae)
  - Ксантореєві (Xanthorrhoeaceae)
  - Гангуанові (Hanguanaceae)
  - Таккові (Taccaceae)
  - Стемонові (Stemonaceae)
  - Смілаксові (Smilacaceae)
  - Діоскорейні (Dioscoreaceae)
- Порядок Орхідноцвіті (Orchidales)
  - Geosiridaceae
  - Бурманнієві (Burmanniaceae)
  - Корсієві (Corsiaceae)
  - Орхідні (Orchidaceae)

## посилання
- Система Кронквіста на Flowering Plant Gateway (англ.)
- University of Maryland: Cronquist Family Names and Synonymy